# Saint-Benoît-de-Beuvron
Saint-Benoît-de-Beuvron est une ancienne commune[réf. nécessaire] de la Manche. En l’an X de la République, elle fusionne avec Saint-James qui portait le nom révolutionnaire de Beuvron-les-Monts.

## Géographie
La paroisse de Saint-Benoît-de-Beuvron se trouvait au nord du bourg de Saint-James sur la route d'Avranches.
Le village se trouve sur le Beuvron.

## Histoire
Le polissoir qui date d’environ 4000 av. J.-C. indique que ce lieu a été habité par les hommes préhistoriques. Au XIXe siècle, des fouilles ont permis de découvrir des pierres polies et des haches en jade à proximité. Plus tard, les Gaulois ont dû construire un pagus à cet endroit et les Romains qui leur ont succédé nous ont aussi laissé des traces de leur passage sous forme de pièces.
L’abbé Desroches (1791-1862) rapporte au VIIe l’origine de l’église de Saint-Benoît ; il pense qu’un sanctuaire a été construit en ce temps-là, ou même avant, car il était d’usage d’élever des églises sur les anciens pagi gaulois.
Le nom de Beuvron (qui viendrait du mot saxon « bieu » qui veut dire cours d’eau) est cité vers 1030 dans une charte du duc Robert Ier avec les moines du Mont-Saint-Michel. Au temps de Guillaume le Conquérant, la bourgade était importante, tant du point de vue commercial que religieux. Une foire qui s’y tenait chaque année fut transférée à Saint-James par ses soins.
Les moines du Mont exercèrent leurs droits seigneuriaux pendant toute la durée du Moyen Âge sur le tonlieu (droit de passage), sur les coutumes (taxes sur les marchandises) et sur les moulins. L’église Saint-Benoît a toujours été considérée comme l’église primitive. Cela explique la prise de possession par les curés de l’église de Saint-Benoît-de-Beuvron avant la prise de possession de l’église de Saint-James et ce jusqu’au début du XIXe siècle.

## Administration
| Période | Période | Identité | Étiquette | Qualité |
| --- | ------- | -------- | --------- | ------- |
| Une partie des données est issue de liste établie par issue de l'ouvrage "601 communes et lieux de vie de la Manche" |         |          |           |         |

## Démographie
| 1793 | - | - | - | - |
| ---- | - | - | - | - |
| -    | - | - | - | - |

## Lieux et monuments

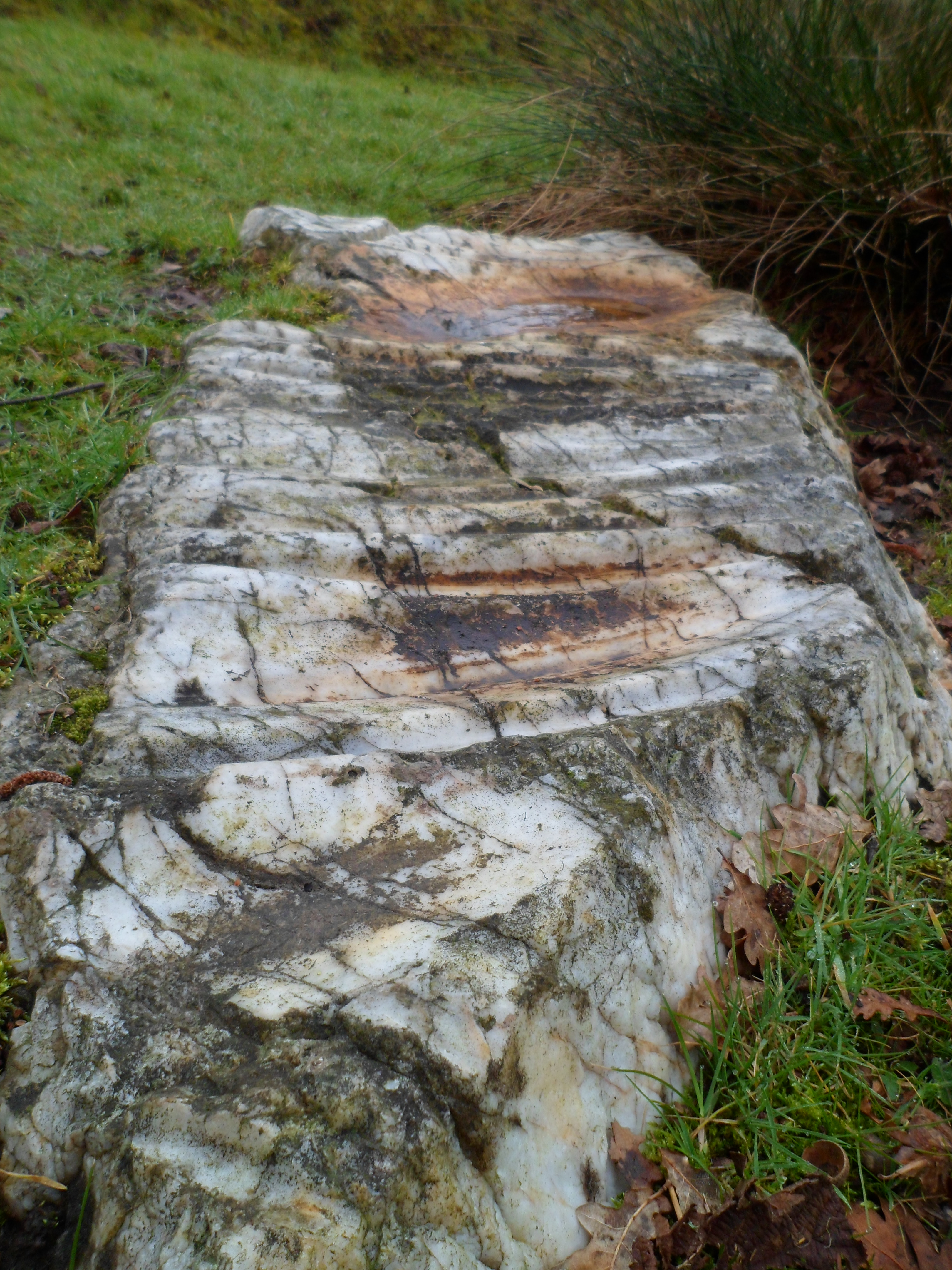
Polissoir de Saint-Benoît.

- Pierre Saint-Benoit, polissoir mégalithique de Saint-Benoît datant de 4000 ans av. J.-C. classé Monument historique[2].
- Église Saint-Benoît (XIXe siècle) est devenue aujourd’hui un centre culturel après sa désacralisation en 1994. En 1791, pendant la Révolution, le sanctuaire fut pillé et saccagé ; il resta fermé jusqu’en 1825 pour être érigé en succursale de l’église Saint-Jacques de Saint-James par une ordonnance royale du 29 avril 1845.